# Marmaridi

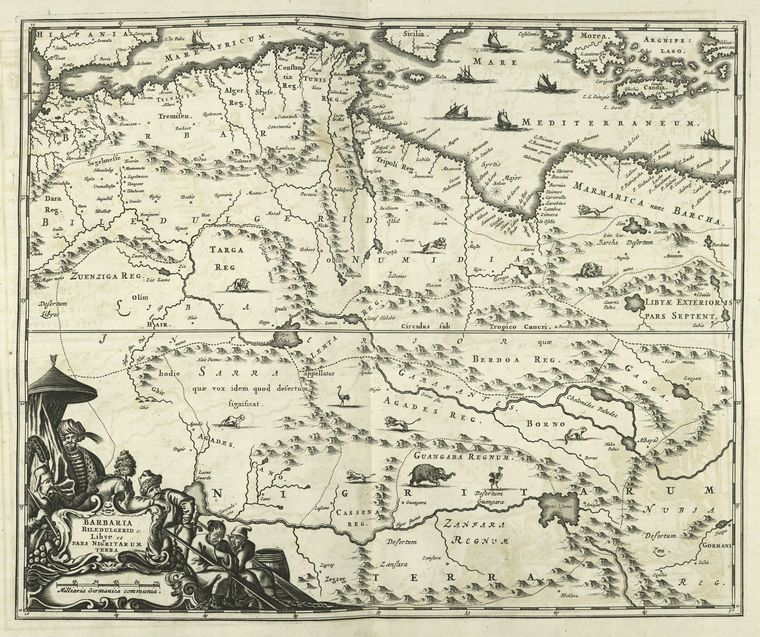
L'Africa mediterranea delle tribù berbere dei Nasamoni, Marmaridi, Garamanti, Musulami, Getuli e Mauri.

I Marmaridi (in latino Marmaridae) erano una popolazione di lingua berbera che abitava a sud-est della Cirenaica. Confinavano ad ovest con l'oasi di Augila, i Nasamoni della costa ed i Garamanti dell'entroterra, ad est con la provincia romana d'Egitto, mentre a sud con il deserto del Sahara.

## Storia

### Epoca romana
Poco si sa di questo popolo. Attorno al 2 a.C.-1 d.C. furono battuti dagli eserciti romani congiunti delle province dell'Africa proconsolare (sotto il comando di Publio Sulpicio Quirinio) ed d'Egitto. Resta il dubbio che la campagna contro queste popolazioni di nomadi possa essere stata condotta da Publio Sulpicio Quirinio all'epoca del suo proconsolato di Creta e Cirene nel 15 a.C. È vero, anche, che Dione non ne fa menzione per quell'anno e la lacuna degli eventi raccontati nella sua Storia romana appartiene agli anni 6 a.C. – 4 d.C. e che per l'1-2 d.C. si fa un breve accenno ad una guerra condotta contro le tribù berbere lungo i confini egiziani.
È forse in seguito a queste operazioni che le legioni III e XXII presero l'appellativo di Cyrenaica.

### Fonti primarie
- Strabone, Geografia, libro XVII.
- Cassio Dione Cocceiano, Storia romana, libro LV.
- Plinio il Vecchio, Naturalis Historia, libro V.
- Floro, Epitome di Storia romana, libro II.

### Fonti secondarie
- R.Syme, L'Aristocrazia augustea, Milano 1993.
- C.Daniels, Africa, in Il mondo di Roma imperiale, a cura di John Wacher, parte IV: le frontiere, Bari-Roma 1989.